# Seznam galaksij z najštevilčnejšimi sistemi kroglastih kopic
To je seznam galaksij z najštevilčnejšimi znanimi sistemi kroglastih kopic. Leta 2019 je imela najštevilčnejši sistem galaksija NGC 6166, saj je imela kar 39 000 kroglastih kopic. Ostale galaksije s številčnimi sistemi so NGC 4874, NGC 4889, NGC 3311 in Messier 87. Za primerjavo: Rimska cesta ima redek sistem kroglastih kopic; ima jih namreč samo 150-180.
| Galaksija       | Slika | Število kroglastih kopic | Opombe |
| --------------- | ----- | ------------------------ | --- |
| NGC 6166        |       | 39 000 ± 2000            | Najbogatejši znani sistem kroglastih kopic |
| NGC 4874        |       | 18 700 ± 2260            | Najbogatejši sistem kroglastih kopic v jati Kodrov |
| NGC 3311        |       | 16 500 ± 2000            | Najbogatejši znani sistem kroglastih kopic na južnem delu neba v Hydra cluster                                                                           |
| Messier 87      |       | 12 000 ± 800             | Richest globular cluster system in Virgo Supercluster and richest in Messier Catalog. Also richest within 100 million light-years. Data from 2006 survey |
| NGC 4889        |       | 11 000 ± 1340            | Largest galaxy in this list (diameter is about 1050 000 light-years)                                                                                     |
| IC 4051         |       | 6700 ± 530               | Richest globular cluster system in IC catalog |
| NGC 1395        |       | 6000 ± 1100              | Richest globular cluster system in Eridanus Cluster, divided into two populations (red and blue)                                                         |
| NGC 1399        |       | 6000 ± 600               | Richest globular cluster system in Fornax Cluster, most clusters are given                                                                               |
| Messier 49      |       | 5900                     | |
| Messier 60      |       | 5100                     | |
| Messier 86      |       | 3800                     | Richest globular cluster system in Markarian's Chain |
| NGC 6861        |       | 3000 ± 300               | |
| NGC 1600        |       | 2850                     | |
| Messier 59      |       | 2200                     | |
| Messier 89      |       | 2000                     | Data from 2006 survey |
| Messier 84      |       | 1775 ± 150               | |
| Sombrero Galaxy |       | 1600 ± 400               | Richest globular cluster system around named galaxy |
| NGC 4278        |       | 1378+32 −194             | |
| NGC 4926        |       | 1300 ± 300               | |
| Maffei 1        |       | 1100                     | Closest galaxy in this list (distance is about 11 000 000 light-years)                                                                                   |